# Влаєв Микола Іванович
Микола Іванович Влаєв (нар. 21 січня 1984, с. Зоря, Саратський район, Одеська область, УРСР) — український футболіст, захисник. Свого часу перехворів на гепатит, що позначилося на його кар'єрі.

## Життєпис
Народився в селі Зоря Саратського району Одеської області. У ДЮФЛУ виступав за одеські колективи «Чорноморець» та «Укрпошту», а також за академію столичного «Динамо». Саме в структурі останнього з вище вказаних клубів й розпочав дорослу футбольну кар'єру. Але через величезну конкуренцію в першій та другій командах «Динамо», але отримував ігрову практику лише в третій команді. У футболці киян дебютував 12 червня 2000 року в переможному (4:1) домашньому поєдинку 27-го туру групи «А» Другої ліги України проти вінницької «Ниви». Микола вийшов на поле на 80-й хвилині, замінивши Сергія Даценка. Проте стати основним гравцем у «Динамо-3» так і не вдалося, зіграв 18 матчів у Другій лізі України. Напередодні старту сезону 2003/04 років перейшов до іншого столичного клубу, ЦСКА. У футболці київського клубу дебютував 10 серпня 2003 року в переможному (2:1) виїзному поєдинку 1/32 фіналу кубку України проти херсонського «Кристалу». Влаєв вийшов на поле на 84-й хвилині, замінивши Андрія Ханаса. У Першій лізі України дебютував 12 вересня 2003 року в програному (1:2) виїзному поєдинку 8-го туру проти «Оболонь-Красилова». Влаєв вийшов на поле на 69-й хвилині замість Гуванчмухамеда Овекова. У команді провів два з половиною сезони, за цей час основним гравцем так і не став (38 матчів у Першій лізі та 5 поєдинків у кубку України). У другій половині сезону 2005/06 років перебував у структурі «Динамо», але в офіційних матчах не грав.
На початку 2007 року опинився в «Миколаєві». У футболці «муніципалів» дебютував 19 березня 2007 року в програному (0:1) домашньому поєдинку 22-го туру Першої ліги України проти київського «Динамо-2». Микола вийшов на поле в стартовому складі та відіграв увесь матч. У складі «корабелів» зіграв 9 матчів у Першій лізі України та 1 поєдинок у кубку України. На початку 2008 року підписав контракт зі «Сталю». У футболці дніпродзержинського клубу дебютував 29 квітня 2008 року в програному (1:4) виїзному поєдинку 28-го туру Першої ліги України проти маріупольського «Іллічівця». Микола вийшов на поле на 46-й хвилині, замінивши Артура Гриценка. У другій половині сезону 2007/08 років зіграв 8 матчів у Першій лізі України.
На початку липня 2008 року став гравцем «Єдності». У футболці плисківського клубу дебютував 16 серпня 2008 року в програному (1:2) домашньому поєдинку 5-го туру групи «А» Другої ліги України проти іллічовського «Бастіона». Влаєв вийшов на поле в стартовому складі, а на 75-й хвилині його замінив Руслан Шарій. Першим голом у професіональній кар'єрі відзначився 22 серпня 2008 року на 76-й хвилині переможного (3:1) виїзного поєдинку 6-го туру групи А Другої ліги України проти «Десни-2». Микола вийшов на поле в стартовому складі та відіграв увесь матч. У сезоні 2008/09 років став основним гравцем, але вже наступного сезону втратив своє місце в складі. Загалом у футболці «Єдності» в чемпіонатах України зіграв 42 матчі (3 голи) та 3 поєдинки у кубку України.
Наприкінці лютого 2011 року підписав контракт з «Дністром». У футболці ужгородського клубу дебютував 30 квітня 2011 року в переможному (4:2) домашньому поєдинку 28-го туру Першої ліги України проти ужгородської «Говерли-Закарпаття». Влаєв вийшов на поле на 90-й хвилині, замінивши Анатолія Опрю. Після цього за першу команду більше не грав. Також у сезоні 2011 року провів ще 1 поєдинок в аматорському чемпіонаті України за «Єдність-2».
З 2012 по 2021 рік виступав за аматорські клуби, зокрема в аматорському чемпіонаті України, чемпіонаті Київської області та чемпіонаті Київської області.

## Досягнення
«Десна» (Погреби)
- Чемпіонат Київської області
  -  Срібний призер (1): 2016

- Кубок Київської області
  -  Володар (1): 2017

«Діназ»
- Кубок Київської області
  -  Володар (2): 2012, 2015

«Єдність»
- Аматорський кубок України
  -  Фіналіст (1): 2013